# The Wedding
The Wedding é uma telenovela filipina produzida e exibida pela ABS-CBN, cuja transmissão ocorreu em 2009.

## Elenco
- Anne Curtis - Candice de Meñes
- Zanjoe Marudo - Marlon Mañalac
- Derek Ramsay - Warren and Philip Garcintorena